# 藤尾政弘
藤尾 政弘（ふじお まさひろ、1955年3月3日 - ）は、日本の実業家。飲食店の直営店経営とフランチャイズ本部を事業内容とする、株式会社フジオフードシステムの創業者であり代表取締役社長。
1955年（昭和30年）生まれ。大阪市の下町、天神橋筋商店街にある両親が経営する食堂で料理や皿洗い等の手伝いをしながら、飲食業について学ぶ。24歳でキッチンバーをオープンし、創業。
現在では「まいどおおきに食堂」「串家物語」「かっぽうぎ」を中心に全国に、25業態を展開。中国上海、ハワイ等、海外にも出店し、現在、総店舗数766店舗（2008年3月末時点）を展開する会社の代表取締役社長・創業者である。 
株式会社フジオフードシステムは平成23年で創業から３２年目を迎え、全国４７都道府県に店舗を展開し、当店現在、約1万４千人のアルバイトを雇用している。

## 略歴
- 1955年（昭和30年）3月3日 大阪市北区天神橋生まれ
- 1977年（昭和53年）3月 追手門学院大学経済学部経済学科卒業（8期生）
- 1979年（昭和54年）12月 藤尾実業を創業
- 1986年（昭和61年）6月 株式会社フジセイ・コーポレーション設立、代表取締役就任
- 1989年（平成元年）7月 まいどおおきに食堂1号店「森町食堂」開店
- 1999年（平成11年）11月 株式会社フジオフードシステム設立、代表取締役就任
- 2002年（平成14年）12月 大阪証券取引所ヘラクレス市場に第1号として株式上場
- 2006年（平成18年）6月　中国・上海に上海藤尾餐飲管理有限公司を設立、董事長に就任
- 2008年（平成18年）10月　ハワイにFUJIO FOOD SYSTEM U.S.A. Co.,Ltd.を設立、代表取締役に就任
- 2010年（平成22年）9月　香港に香港藤尾餐飲管理有限公司を設立、董事長に就任
- 2011年（平成23年）10月　シンガポールにFUJIO FOOD SYSTEM SINGAPORE PTE. LTDを設立、代表取締役に就任
- 2012年（平成24年）2月　株式会社ホノルルコーヒージャパンを設立、代表取締役会長に就任
- 2013年（平成25年）11月　台湾に合弁会社として「美樂食餐飲管理有限公司」を設立
- 2013年（平成25年）12月　タイに合弁会社として「MBK Food system CO.,LTD」を設立
- 2015年（平成27年）4月　インドネシアに合弁会社として「PT.MSP」を設立
- 2015年（平成27年）5月　大阪外食産業協会　代表理事　会長に就任
- 2015年（平成27年）8月　鳥取県と提携し、農福連携による農業参入「株式会社フジオファーム」を設立
- 2015年（平成27年）11月　株式会社博多ふくいちと資本・業務提携を目的とした株式譲渡契約を締結
- 2016年（平成28年）2月　シンガポールのサラダ専門店「SaladStop!」とマスターフランチャイズ契約を締結
- 2016年（平成28年）5月　株式会社はらドーナッツを子会社化
- 2016年（平成28年）5月　株式会社フジオチャイルドを設立
- 2016年（平成28年）11月　株式会社梅の花との資本業務提携
- 2016年（平成28年）12月　株式会社どんを子会社化
- 2017年（平成29年）3月　アメリカの Ahabi LLC とベーグルカフェ「Eltana」のマスターライセンス契約を締結

## 所属団体
- 一般社団法人 大阪外食産業協会 理事
- 一般社団法人 関西経済同友会 幹事
- 一般社団法人 日本フードサービス協会 理事
- 一般社団法人 日本フードサービス協会 近畿ブロック協議会 会長
- 一般社団法人 清交社 名誉理事
- 学校法人 追手門学院 理事
- 学校法人 追手門学院 評議員
- 大阪天満宮 天神祭花火奉賛会 会長
- 食博覧会実行委員会 顧問アドバイザー
- 大阪天満宮 氏子総代
- 財団法人 アジア刑政財団
- 公益社団法人 近畿警察友の会
- 伊勢神宮崇敬会大阪本部 理事
- 大阪府神社総代会 理事
- 大阪商工会議所 1号議員